# Гросскопф, Маркус
Маркус Гросскопф (нем. Markus Grosskopf; 21 сентября 1965, Гамбург, Германия) — рок-исполнитель, бас-гитарист немецкой пауэр-метал-группы Helloween, в которой он пребывает с момента основания по настоящее время.

## Биография
В конце 1970-х на отдыхе в лагере он познакомился с двумя парнями, игравшими в панк-группе, и начал играть в их группе на бас-гитаре. В 1980 году Маркус «завязал» с панк-группой и обратил свой взор на хард-рок и металл.
В 1980 году Гросскопф познакомился с Каем Хансеном и присоединился к его группе Second Hell (Kai Hansen, Markus Grosskopf, Piet Sielk, Ingo Schwichtenberg)
В 1983 году Маркус окончил школу, а поскольку группа развалилась из-за отъезда Силка в Америку, пошёл учиться на мясника.
В том же году Маркус присоединился к группе Blast Furnace, где познакомился с Михаэлем Вайкатом, который параллельно играл в Powerfool и пригласил туда Кая Хансена. Маркус, Хансен, Вайкат и Швихтенберг образовали Helloween.
В 1990 году, в то время, пока Helloween не могли выступать по легальным причинам, Маркус Гросскопф, Инго Швихтенберг и Роланд Фельдман создали группу Doc Eisenhauer и выступали в клубах Гамбурга. В 1992 году на лейбле BMG вышел дебютный альбом группы Doc Eisenhauer, Alles I’m Lack
В 1998 году Гросскопф выпустил первый сольный альбом «Shockmachine».
В 2002 вышел первый альбом сайд-проекта Маркуса Kickhunter ‘Hearts and Bones’.
В 2015 году Гросскопф выступал с Judas Priest в Белграде, Сербия, после они продолжили тур по следующим странам: Россия, Япония, Австралия и Соединенные Штаты.
В 2016 году он выступал вместе с Готардом.

## Дискография

### Соло-проекты

#### Маркус Гросскопф
- Shockmachine (1998)
- Kickhunter — Hearts and Bones (2002)
- Bass Invaders — Hellbassbeaters (2008)

### В качестве приглашённого гостя
- Ferdy Doernberg — Just a Piano and a Handful of Dreams
- Roland Grapow — The Four Seasons of Life
- Catch the Rainbow — A Tribute to Rainbow
- Andi Deris — Come in from the Rain
- Doc Eisenhauer — Alles I'm Lack
- Avantasia — Avantasia - the Metal Opera, parts 1, 2
- Ken Hensley & John Lawton — Salisbury